# Carolina Di Domenico
Carolina Di Domenico (Napoli, 5 aprile 1979) è una conduttrice televisiva, conduttrice radiofonica e attrice italiana.

## Biografia
Nata a Napoli nel 1979, ha studiato al liceo linguistico, dove si è diplomata nel 1998. Si è poi iscritta alla facoltà di sociologia, indirizzo comunicazione di massa, dell'Università di Roma "La Sapienza". Vive a Roma dal 2003.

### Gli esordi in RAI
Tramite un'agenzia di spettacolo ha partecipato ad alcuni spot pubblicitari. Ha recitato nella fiction televisiva Distretto di Polizia nell'episodio "Il sequestro" della seconda serie, e nel film "Eccomi qua" per la regia di Giacomo Ciarrapico. Ha condotto la trasmissione Disney Club insieme a Giovanni Muciaccia per quattro stagioni, dal 1999 al 2003. Per questo programma è stata candidata e ha vinto due volte il Telegatto. Nel 2007 Pippo Baudo, in qualità di Direttore Artistico del 57º Festival della canzone italiana di Sanremo, la sceglie come Commissione Artistica insieme a Federico Moccia e Stefano Mainetti per la Sezione Giovani. In occasione del Festival di Sanremo, Carolina presenta insieme al critico musicale Dario Salvatori, la rubrica musicale Perché Sanremo è Sanremo, intervistando i cantanti che partecipano alla kermesse sanremese.
Nel 2018 insieme a Edoardo Leo conduce il Dopofestival.

### MTV

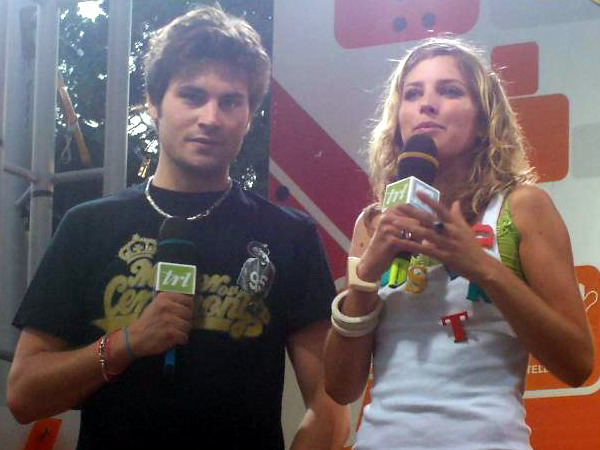
Carolina Di Domenico (a destra) e Federico Russo conducono Total Request Live nel 2004

Viene presentata ufficialmente come VJ di MTV Italia in occasione dell'MTV Day 2003, ed in seguito presenta i programmi Dancefloor Chart e Hitlist Italia. Il 12 gennaio 2004 entra a far parte dei conduttori di TRL, trasmissione di punta dell'emittente musicale. Insieme a Federico Russo ha affiancato i conduttori storici del programma Marco Maccarini e Giorgia Surina, di cui ha raccolto l'eredità. Dopo le prime puntate nello studio di Milano, dove ha intervistato anche George Michael, lo show è andato in trasferta a Venezia, Napoli e Roma, vedendo ospiti come Avril Lavigne, Vasco Rossi.
Nella stagione 2004-2005 lei e Federico Russo prendono le redini della trasmissione conducendola a Milano, in Piazza Duomo, con ospiti quali Green Day, Elton John, Fiorello, Renzo Arbore, i Maroon 5 e i Blue. Sono anche tornati in trasferta a Roma in occasione degli MTV Europe Music Awards, dove tra gli altri hanno ospitato Gwyneth Paltrow; poi di nuovo a Napoli, Genova e ancora Roma.
A partire da ottobre 2005 Carolina conduce A night with, un programma di monografie e approfondimento musicale. Sempre su MTV, ha presentato altri programmi come "EMA", concerti live da Atene e Barcellona, "Operazione Soundwave", "MTV Switch Trip" e vari "MTVDAY". Dal settembre 2006 affianca alla conduzione della nuova serie di A night with quella della Hitlist Italia, la classifica ufficiale FIMI-Nielsen dei dischi più venduti in Italia.

### Rai 4
Nel 2009 conduce il programma televisivo Sugo - 60 minuti di gusto e disgusto su Rai 4.

### LA7
Dal 29 giugno 2011 conduce su LA7 Dottori in prima linea, un format dedicato al mondo della medicina ispirato al format statunitense The Doctors.

### SKY
Il 22 settembre 2012 conduce insieme ad Alessandro Cattelan Italia Loves Emilia, concerto in diretta dal Campovolo di Reggio Emilia per raccogliere fondi destinati ai terremotati dell'Emilia-Romagna in onda in pay-per-view su SKY.

### Rai 2
Nel 2013 affianca Fabio Troiano nel programma The Voice of Italy, dove gestisce la parte dedicata al web.

### Dea Junior
Nel 2015 conduce La Festa dei Nonni, evento speciale dello Zecchino d'Oro, in onda il 2 ottobre in collaborazione con l'Antoniano di Bologna.

### Eurovision Song Contest

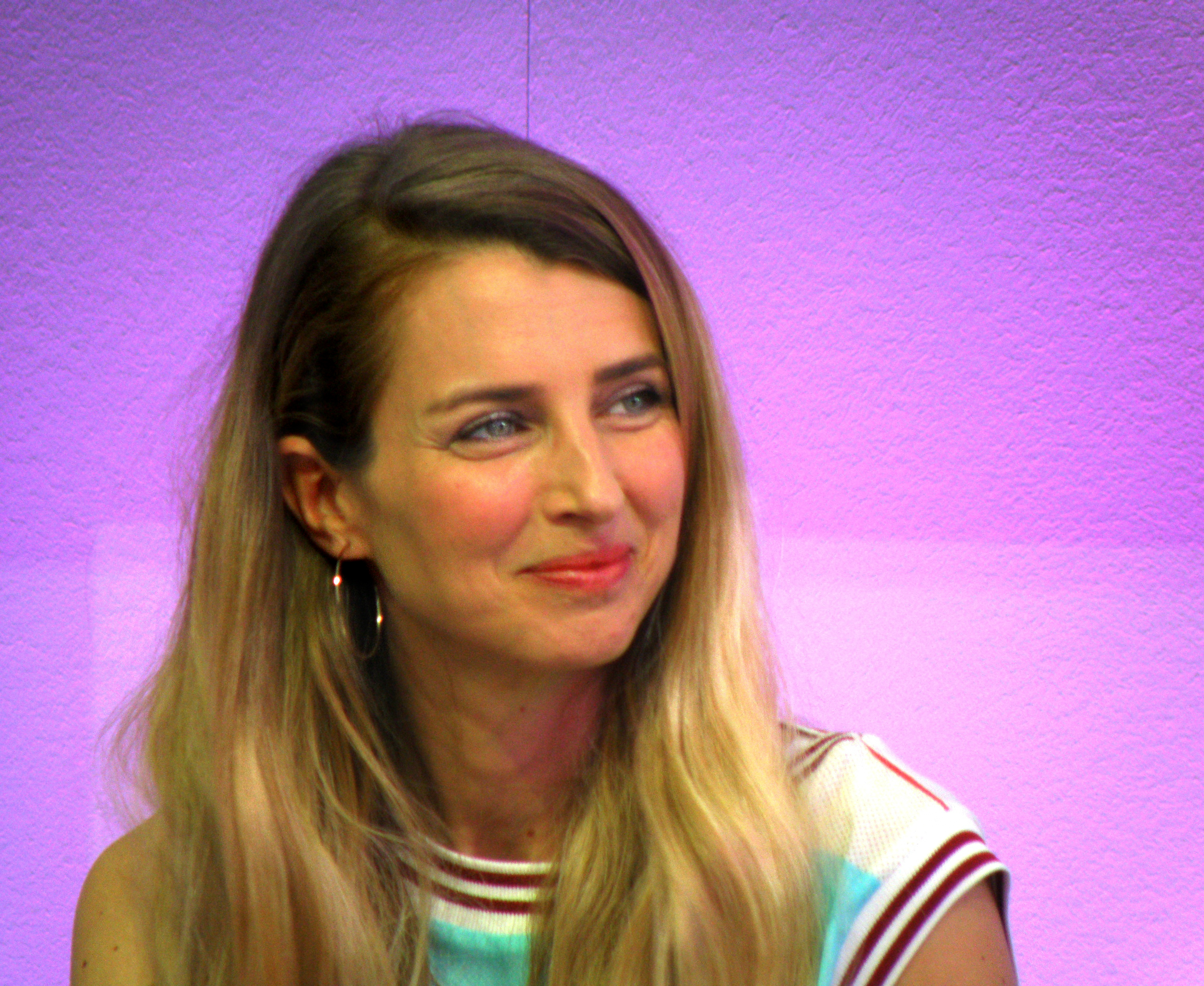
Carolina Di Domenico nel 2018 al Wired Next Festival di Milano

Nel 2018 commenta entrambe le semifinali dell'Eurovision Song Contest su Rai 4, e la finale su Radio 2. Nell'edizione 2021 presenta i voti della giuria italiana. Il 25 gennaio 2022 conduce con Mario Acampa l'Allocation Draw delle semifinali dell'2022 e commenta le trasmissioni del concorso su Rai 1, al fianco di Gabriele Corsi e Cristiano Malgioglio. Presenta i voti della giuria italiana e modera le conferenze stampa con Mario Acampa e Laura Carusino.

### Radio
Dal 2019 conduce insieme al duo comico Lillo & Greg il programma radiofonico 610.

### Altre apparizioni
Nel 2006 presenta Steps and stars, evento di chiusura della prima edizione del Festival Internazionale del Film di Roma dove consegna un riconoscimento a Robert De Niro. Dal 2009 per due edizioni presenta la cerimonia di consegna dei premi collaterali al Festival Internazionale del Film di Roma.
È il volto della piattaforma di streaming musicale di Tim, dove conduce interviste e format video in onda su TIMmusic e Timvision.
Nel 2017, 2018 e 2019 presenta il premio Elle Deco International Design Awards.
Nel 2019 presenta il Taormina Film Fest.
Il 2 agosto 2023 conduce, insieme a Gabriele Vagnato, la Festa degli Italiani, durante la Giornata mondiale della gioventù 2023 a Lisbona, trasmessa in diretta su TV2000.
Dal 2018 è la presentatrice del Magna Graecia Film Festival, manifestazione dedicata alle opere prime e seconde dei registi esordienti, che si tiene ogni estate a Catanzaro Lido

## Vita privata
È sposata con il leader del gruppo musicale italiano Velvet, Pierluigi Ferrantini, dal quale ha due figli, Pietro e Andrea. I due si sono sposati il 10 luglio 2021.
È testimonial per la Associazione Italiana Sclerosi Multipla (AISM) nella campagna La gardenia dell'AISM a partire dal 2010 e, insieme a suo marito, sostiene la Fondazione Domus de Luna fin dalla fondazione nel 2005.

## Filmografia

### Cinema
- Eccomi qua, regia di Giacomo Ciarrapico (2003)
- Una canzone per te, regia di Simone Herbert Paragnani (2010)

### Televisione
- Distretto di Polizia 2, regia Antonello Grimaldi – serie TV, episodio 2x12 (Canale 5, 2001)
- Aldo Moro - Il presidente, regia di Gianluca Maria Tavarelli (Canale 5, 2008)
- Il restauratore - serie TV, episodio: 2x11 - "Le corde dell'anima", interpreta: Sylvie Chauvet (Rai 1, 2012)
- Un medico in famiglia, regia di Elisabetta Marchetti (Rai 1, 2013)
- What's Anna (DeaKids, 2020)

## Televisione
- Disney Club (Rai 1, 1999-2000; Rai 2, 2000-2003)
- MTV day (MTV, 2003)
- Dancefloor chart (MTV, 2003)
- TRL (MTV, 2004-2005)
- MTV Europe Music Awards (MTV, 2004, 2022)
- A night with (MTV, 2005-2008)
- Hitlist Italia (MTV, 2006-2008)
- Festival di Sanremo (Rai 1, 2007) membro della commissione artistica
- Perché Sanremo è Sanremo (Rai 1, 2007)
- Sugo - 60 minuti di gusto e disgusto (Rai 4, 2009)
- Earth day (Nat Geo Music, 2010)
- Dottori in prima linea (LA7, 2011)
- Italia loves Emilia (Sky Primafila, 2012)
- The Voice of Italy (Rai 2, 2013) co-conduttrice
- La festa dei nonni (DeA Junior, 2015)
- Ninja Warrior Italia (NOVE, 2016)
- Diversity Media Awards (Real Time, 2017)
- DopoFestival (Rai 1, 2018)
- Eurovision Song Contest (Rai 4, 2018; Rai 1, 2021-2022[20])
- Miss Italia - Le selezioni (LA7, 2018)
- Aspettando i Seat Music Awards 2020 (Rai 1, 2020)
- Emmy Awards (Rai 4, 2020) commentatrice
- Eurovision Song Contest 2022 - Semi-Final Allocation Draw (Rai Play e UER, 2022)
- Eurovision Song Contest 2022 - Meet & Greet (RaiPlay, 2022)
- Eurovision Song Contest 2022 - Turquoise Carpet (Rai Play e YouTube[21], 2022)
- TIM Music Awards (Rai 1, 2022)
- TIM Music Awards - Dalla radio al palco (Rai 1, 2022)
- Musicultura (Rai 2, 2023-2024)
- Festa degli Italiani - GMG 2023 (TV2000, 2023)
- TIM Music Awards - La festa (Rai 2, 2023)
- Punto Nave - Mappe per l'immaginario (Rai 5, 2024)
- Terramater (TV2000, 2024)
- Binario 2 (Rai 2, 2024)
- La volta buona (Rai 1, 2025) inviata al Festival di Sanremo 2025

## Radio
- Ritorno al futuro (Radio Città Futura, 2008)
- Yes, weekend (Rai Radio 2, 2012-2013)
- Jukebox all'idrogeno (Rai Radio 2, 2013-2014)
- Rock and Roll Circus (Rai Radio 2, dal 2014)
- Festival di Sanremo (Rai Radio 2, 2015)
- Festival di Castrocaro (Rai Radio 2, 2016)
- Eurovision Song Contest (Rai Radio 2, 2018)[22]
- 610 (Rai Radio2, dal 2019)
- Una. Nessuna. Centomila in Arena - Il Backstage (Rai Radio 2, 2024)

## Pubblicità
- Due cuori e un frigorifero - Campagna multisoggetto della linea di snack "Zero24 Beretta" (2009), regia di Luca Lucini.[23]

## Riconoscimenti
- Targa Mei Musicletter
  - 2016 – Miglior programma radiofonico musicale per Rock and roll circus[24]